# Złoty Trójkąt (Chiny)

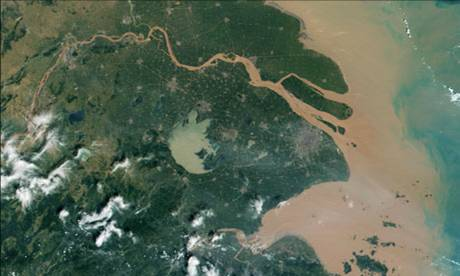
Delta Jangcy

Złoty trójkąt (Golden Industrial Triangle/Golden Economic Triangle) - obszar najbardziej dynamicznej działalności gospodarczej oraz największych lokat kapitałowych i inwestycyjnych (krajowych i zagranicznych) w Chinach, jego wierzchołki wyznaczają miasta: Szanghaj, Hangzhou i Ningbo. Położony w delcie rzeki Jangcy. Zamieszkuje go około 8% ludności Chin.